# Cité internationale universitaire de Paris
48°49′6.73″N 2°20′14.43″Ø / 48.8185361°N 2.3373417°Ø
La Cité Internationale Universitaire de Paris er en international studenterby i 14. arrondissement i Paris.
Studenterbyen er grundlagt i 1925 af kræfter, opstået af pacifistbevægelsen, der opstod i mellemkrigstidens
Frankrig. Den omfatter omkring 40 kollegier med 5.000 studerende fra hele verden.

## Historie
Studenterbyen blev grundlagt i 1925 af en gruppe af offentlige aktører og internationale mæcener, der drømte om, at
skabe en "skole der arbejdede for freden gennem menneskelige relationer".
Den blev grundlagt fordi man, fra byens side, ønskede at øge antallet af studerende i Paris, men på grund af tidernes
ugunst, var der ikke nok steder disse kunne bo.
Det var derfor mennesker, fra mange forskellige dele af det franske samfund, som gik sammen om, at finde midlerne til,
at opføre dette sted.
Grundlæggerne omfattede fem personer:
- André Honnorat, parlementariker og undervisningsminister
- Paul Appell, rektor på Académie de Paris
- Émile Deutsch de la Meurthe, ejer af olieselskabet Jupiter
- Jean Branet, direktør i olieselskabet Jupiter og medlem af statsrådet
- David David-Weill, direktør iBanque Lazard.

## Bygningerne
Den første bygning til indkvartering, blev indviet i 1925 og opkaldt efter Émile Deutsch de la Meurthe, der donerede pengene til dens opførelse. De første studerende flyttede ind i begyndelsen af 1925.
Herefter blev de øvrige bygninger opført over en periode på godt 40 år, den sidste i selve byen blev opført i 1969.
Giverne af bygningerne har haft helt frie hænder, til at skabe en bygning i den arkitektoniske stil, der faldt mest i deres
smag. Bygningerne giver derfor et godt indblik i den arkitektoniske udvikling i gennem perioden.
| #  | Hus                                                                                          | Arkitekt(er)                                               | Placering          | År   | Billede |
| -- | -------------------------------------------------------------------------------------------- | ---------------------------------------------------------- | ------------------ | ---- | ------- |
| 1  | Fondation Rosa Abreu de Grancher (maison de Cuba)                                            | Albert Laprade                                             | Cité universitaire | 1932 |         |
| 2  | Résidence André Honnorat                                                                     | Jean-Frédéric Larson og Lucien Bechmann                    | Cité universitaire | 1936 |         |
| 3  | Fondation argentine                                                                          | René Betourné L Fagnez og Tito Saubidé                     | Cité universitaire | 1928 |         |
| 4  | Maison des étudiants arméniens                                                               | Léon Nafilyan (doneret af Boghos Nubar Pacha)              | Cité universitaire | 1930 |         |
| 5  | Maison des Arts et Métiers                                                                   | Urbain Cassan, Max Bourgouin og Georges Paul               | Cité universitaire | 1950 |         |
| 6  | Maison de l'Asie du Sud-Est                                                                  | Pierre Martin og Maurice Vieu                              | Cité universitaire | 1930 |         |
| 7  | Fondation Avicenne (tidliger det iranske hus)                                                | Heydar Ghiai og Claude Parent                              | Cité universitaire | 1969 |         |
| 8  | Fondation Biermans-Lapôtre (for studerende fra Belgien og Luxembourg)                        | Armand Guéritte                                            | Cité universitaire | 1927 |         |
| 9  | Maison du Brésil (registreret som Monument historique i 1985)                                | Le Corbusier og Lucio Costa                                | Cité universitaire | 1959 |         |
| 10 | Maison du Cambodge                                                                           | Alfred Audoul                                              | Cité universitaire | 1957 |         |
| 11 | Maison des étudiants canadiens                                                               | Olivier Le Bras                                            | Cité universitaire | 1926 |         |
| 12 | Fondation Danoise                                                                            | Kaj Gottlob                                                | Cité universitaire | 1932 |         |
| 13 | Fondation Émile et Louise Deutsch de la Meurthe (registreret som Monument historique i 1998) | Lucien Bechmann                                            | Cité universitaire | 1925 |         |
| 14 | Collège d'Espagne                                                                            | Modesto Lopez Otero                                        | Cité universitaire | 1937 |         |
| 15 | Fondation des États-Unis                                                                     | Pierre Leprince-Ringuet                                    | Cité universitaire | 1930 |         |
| 16 | Collège Franco-Britannique                                                                   | Pierre Martin og Maurice Vieu                              | Cité universitaire | 1937 |         |
| 17 | Résidence André de Gouveia (det portugisiske hus)                                            | José Sommer Ribeiro, assisteret af Henry Crepet            | Cité universitaire | 1967 |         |
| 18 | Fondation Haraucourt                                                                         |                                                            | Île de Bréhat      | 1929 |         |
| 19 | Maison Heinrich Heine (det tyske hus)                                                        | Johannes Krahn og Paul Maitre                              | Cité universitaire | 1956 |         |
| 20 | Fondation hellénique                                                                         | Nicolas Zahos                                              | Cité universitaire | 1932 |         |
| 21 | Maison de l'Inde                                                                             | JM Benjamin og HR Laroya, assisteret af Gaston Leclaire    | Cité universitaire | 1968 |         |
| 22 | Maison des Industries agricoles et alimentaires                                              | F Thieulin og X de Vigan                                   | Cité universitaire | 1956 |         |
| 23 | Maison de l'Institut national agronomique                                                    | René Patouillard                                           | Cité universitaire | 1928 |         |
| 24 | Maison de l'Italie                                                                           | Piero Portaluppi                                           | Cité universitaire | 1958 |         |
| 25 | Maison du Japon                                                                              | Pierre Sardou                                              | Cité universitaire | 1929 |         |
| 26 | Maison du Liban                                                                              | Jean Vernon et Bruno Philippe                              | Cité universitaire | 1963 |         |
| 27 | Résidence Lila                                                                               | Atelier Jade et Sami Tabet                                 | 19. arrondissement | 2005 |         |
| 28 | Résidence Lucien Paye                                                                        | Albert Laprade                                             | Cité universitaire | 1951 |         |
| 29 | Maison du Maroc                                                                              | Albert Laprade, Jean Vernon, Bruno Philippe og Jean Walter | Cité universitaire | 1953 |         |
| 30 | Maison du Mexique                                                                            | Jorge L Medellin og Roberto E Medellin                     | Cité universitaire | 1953 |         |
| 31 | Fondation de Monaco                                                                          | Julien Médecin                                             | Cité universitaire | 1937 |         |
| 32 | Collège néerlandais (registreret som Monument historique i 1998                              | Willem Marinus Dudok                                       | Cité universitaire | 1938 |         |
| 33 | Maison de Norvège                                                                            | Reidar Lund                                                | Cité universitaire | 1954 |         |
| 34 | Maison des Provinces de France                                                               | Armand Guéritte                                            | Cité universitaire | 1933 |         |
| 35 | Résidence Quai de la Loire                                                                   | Christophe Chaplain                                        | 19. arrondissement | 2007 |         |
| 36 | Résidence Robert Garric (en del af Maison internationale)                                    | Lucien Bechmann og Jean-Frédéric Larson                    | Cité universitaire | 1936 |         |
| 37 | Maison de la Suède                                                                           | Peder Clason og Germain Debré                              | Cité universitaire | 1931 |         |
| 38 | Fondation suisse (registreret som Monument historique i 1986)                                | Le Corbusier                                               | Cité universitaire | 1933 |         |
| 39 | Maison de la Tunisie                                                                         | Jean Sebag                                                 | Cité universitaire | 1953 |         |
| 40 | Fondation Victor Lyon                                                                        | Lucien Bechmann                                            | Cité universitaire | 1950 |         |